# Rhapsode
Pour le genre de musique classique, voir Rhapsodie.

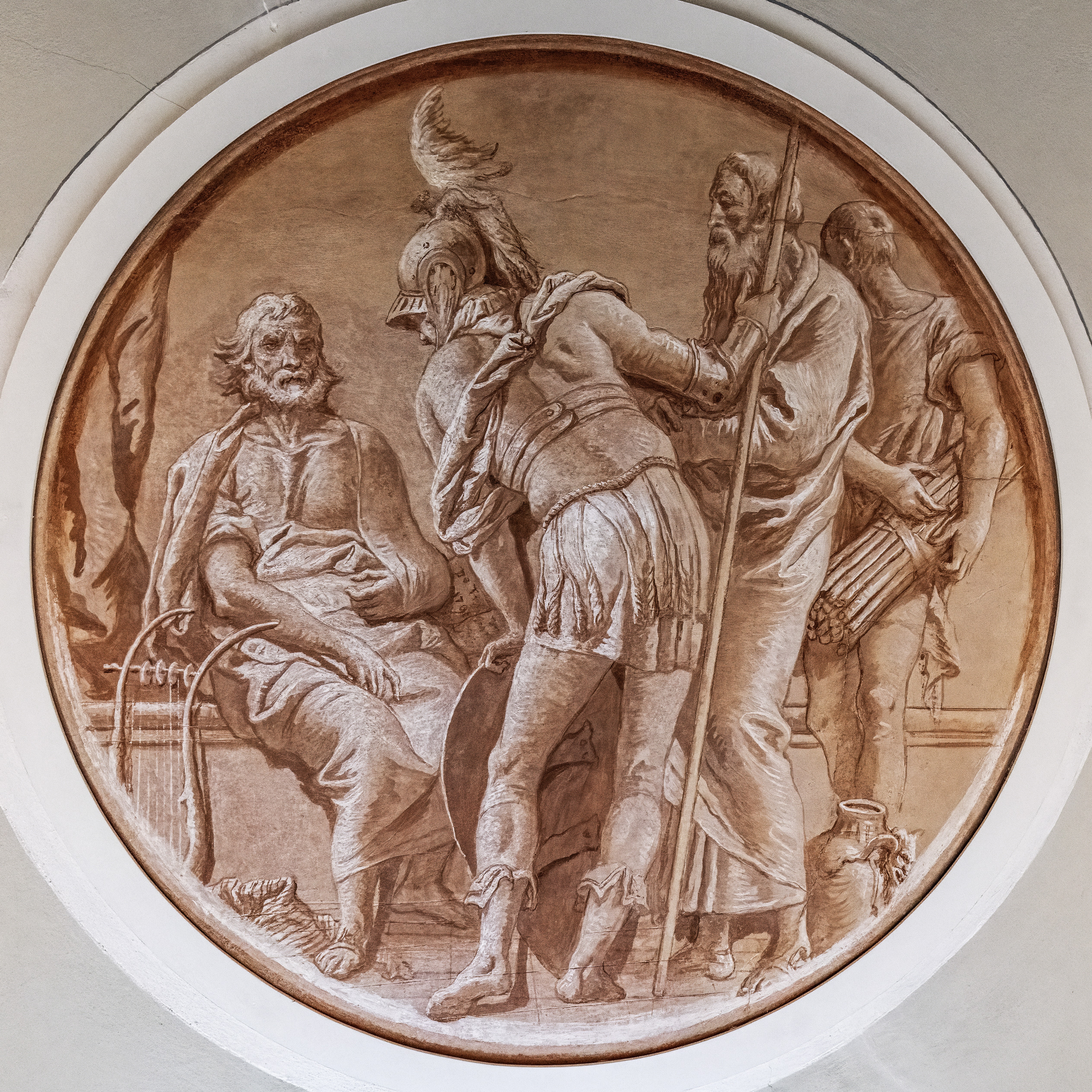
Rhapsode par Giandomenico Tiepolo

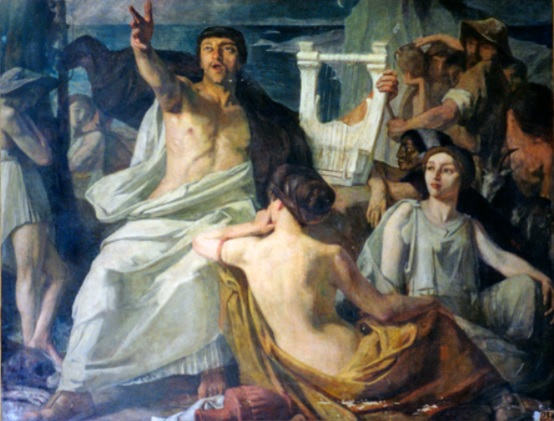
Clovis Cazes, Le Rhapsode, 1913, Auch, musée des Jacobins.

Un rhapsode ou rapsode (en grec ancien : ῥαψῳδός / rhapsôdós) est, en Grèce antique, un artiste qui va de ville en ville, récitant ou déclamant les œuvres écrites par un autre (principalement des épopées). Homère lui-même en présente deux dans l’Odyssée : Démodocos et Phémios.
Vêtus de costumes somptueux, de couleur rouge ou pourpre pour les récitations d'Homère, les rhapsodes adoptent un jeu expressif dont l'art se rapproche par la mimique de celui des acteurs. C'est par ce jeu qu'ils plaisent au public et qu'ils font oublier qu'ils travaillent pour un salaire. Le premier à avoir fait œuvre de rhapsode serait Cynéthos de Chios à Syracuse, vers la 69e olympiade. Les rhapsodes apparaissent au VIIe siècle av. J.-C. et continuent leurs représentations jusqu'à l’époque hellénistique. Ils mènent une vie itinérante, allant de cité en cité pour trouver une audience. Peu à peu se mettent en place des concours civiques de rhapsodes, comme celui des Panathénées. La plus ancienne mention d'un tel concours se trouve chez Hérodote : il mentionne les concours de Sicyone à l'époque de Clisthène. Selon une hypothèse moderne, ce serait à l’occasion de tels concours que Pisistrate fit coucher par écrit les œuvres d'Homère. Platon se sert du verbe ῥαψῳδεῖν à propos d'Hésiode et d'Homère, qui récitaient leurs poèmes. Ce n'est que vers le VIe siècle av. J.-C. que le rhapsode se distingue de l’aède, qui compose lui-même ses poèmes et les chante, s'accompagnant d’un instrument (lyre ou phorminx). Le rhapsode ne s'accompagne d'aucun instrument. Lors de sa déclamation, il se tient généralement debout, un rameau de laurier, symbole d’Apollon, à la main. Il est également amené à jouer, comme au théâtre : en effet, les épopées comprennent nombre de passages au style direct. Dans Ion, Platon montre un rhapsode expliquant son art à Socrate :
« De la scène où je suis, je regarde mon public : il faut que leurs pleurs, leurs regards étonnés, leur terreur même répondent à mes paroles ».
Le répertoire des rhapsodes est consacré en premier lieu à Homère, mais ils récitent également les poèmes d’Archiloque de Paros ou encore de Simonide d'Amorgos. Une confrérie de rhapsodes, fondée à Chios, patrie présumée du poète, prétend descendre d’Homère (voir Homérides).